# Toinho
Antônio de Pádua Soares, mais conhecido como Toinho (Teresina, 13 de junho de 1952), é um ex-futebolista e atual treinador de futebol brasileiro.
Foi reserva do São Paulo Futebol Clube no time campeão brasileiro de 1977 e participou do time bicampeão paulista de 1980 e 1981.

## Carreira
Era reserva de Valdir Peres, e teve como mestre Carlos José Castilho.
Toinho iniciou a carreira na SE Tiradentes, logo foi negociado com o Sport, onde chegou como 6º goleiro, mas logo tornou-se titular, sendo campeão Estadual em 1975; em 1977 o São Paulo o contratou. Em 1982 transferiu-se p/ o Bangu AC, jogou alguns anos no extinto Esporte Clube Pinheiros (Paraná) e encerrou a carreira de jogador no Clube Atlético Paranaense em 1991. Em 1982 foi citado no escândalo da Máfia da Loteria Esportiva.
Voltou ao São Paulo como treinador das categorias de base e, depois, o Sport, onde atuou como auxiliar e preparador de goleiros. Nos últimos anos vem atuando como olheiro de novos talentos.
Nessa nova função, Toinho teve um mal súbito em 13 de janeiro de 2013, quando viajava de Teresina a São Carlos, levando um jovem para ser testado no São Carlos Futebol Clube, comandada por José Carlos Serrão. Com arritmia cardíaca, Toinho teve de ser internado às pressas. Teve alta dois dias depois, mas em 21 de janeiro foi internado no Hospital da Polícia Militar do Piauí para exames, e liberado nove dias depois.

## Títulos
Sport
- Campeonato Pernambucano: 1975

São Paulo
- Campeonato Brasileiro: 1977[5][2]
- Campeonato Paulista: 1980[6], 1981[2]